# Винодельческий ландшафт острова Пику
Винодельческий ландшафт острова Пику (порт. Paisagem da Cultura da Vinha da Ilha do Pico) — объект Всемирного наследия ЮНЕСКО в Португалии, на территории Азорского архипелага.
Виноградники занимают площадь в 987 га и выращиваются на вулканическом острове с XV века. Они разделены на тысячи небольших прямоугольных участков — «куррайш», которые ограждены от воздействия ветра и морской воды с помощью заграждений — «муриньюш». Эти заграждения возведены из блоков базальта и растянулись параллельно скалистому берегу острова.